# Anna Carin Lock
Anna Carin Elisabet Lock, född 2 november 1978 i Gustafs församling i Dalarna, är en svensk maskör och perukmakare.
Lock har varit verksam sedan 2004 och har bland annat arbetat med många av regissören Mikael Marcimains produktioner. Vid Guldbaggegalan 2015 vann hon en Guldbagge för bästa mask/smink för arbetet med Marcimains film Gentlemen (2014). Hon tilldelades även en Guldbagge för sitt arbete med Quick (2019). Lock har även Guldbaggenominerats för sin insats i Flykten till framtiden (2016). Vid Oscarsgalan 2022 nominerades Lock, tillsammans med Göran Lundström och Frederic Aspiras, i kategorin Bästa smink för sitt arbete med den internationella storfilmen House of Gucci (2022).